# Necterosoma
Necterosoma is een geslacht van kevers uit de familie  waterroofkevers (Dytiscidae).
Het geslacht is voor het eerst wetenschappelijk beschreven in 1871 door W.J. Macleay.

## Soorten
Het geslacht omvat de volgende soorten:
- Necterosoma aphrodite Watts, 1978
- Necterosoma darwinii (Babington, 1841)
- Necterosoma dispar (Germar, 1848)
- Necterosoma novaecaledoniae J.Balfour-Browne, 1939
- Necterosoma penicillatum (Clark, 1862)
- Necterosoma regulare Sharp, 1882
- Necterosoma schmeltzi Sharp, 1882
- Necterosoma susanna Zwick, 1979
- Necterosoma theonathani Hendrich, 2003
- Necterosoma undecimlineatum (Babington, 1841)